# Coleophora karadaghi
Coleophora karadaghi é uma espécie de mariposa do gênero Coleophora pertencente à família Coleophoridae.